# Torcy (Ardennes)
Torcy est un quartier de Sedan et une ancienne commune française, située dans le département des Ardennes en région Grand Est.
Elle est réunie à Sedan par une loi du 3 juillet 1846.

## Géographie
Torcy est initialement un village sur la rive gauche de la Meuse, faisant face à Sedan, comme Glaire, dans une plaine prise dans les méandres du fleuve.

## Toponyme
Il y a en France une vingtaine de communes ou anciennes communes dénommées Torcy. L'origine est gallo-romaine et est issue du gentilice Tauricius, le taureau, et du suffixe -iacum marquant la propriété. Tauric-iacum, le domaine agricole d'un propriétaire gaulois romanisé Tauricius, s'est transformé en Torcium puis en Torcy.

## Historique
Le site a été le lieu d'implantation d'une villa gallo-romaine (située à l'actuelle intersection de la rue des romains et de la rue du calvaire) et d'un camp romain gardant le passage sur le fleuve, mais a sans doute été habité avant la conquête romaine. Un chemin, qui allait de Cheveuges à un gué sur la Meuse, a gardé le nom de chemin des romains,.
Au XIIIe siècle, une nacelle (bateau sans voile) permet de traverser la Meuse entre Torcy et Sedan. En 1540, le territoire de Torcy est acquis par Robert IV de La Marck, seigneur de Sedan, en même temps que Glaire. Mais lorsque Sedan devient un haut-lieu du calvinisme, Torcy reste catholique. En janvier et février 1587, le duc de Guise, Henri de Lorraine, dit « le Balafré » y vient menacer Sedan à la tête de 8 000 ligueurs, mais il doit battre en retraite. La même année, un bastion est construit à Torcy pour contrôler la route dite de France (ce bastion sera détruit en 1878). En 1642, la principauté de Sedan est annexée au royaume de France. En 1658, Louis XIV envisage de réunir Torcy et Sedan par une enceinte continue mais le projet ne se concrétise pas.
En 1734, le marquis d'Asfeld prolonge la forteresse de Sedan d'une demi-lune sur le territoire de Torcy.
En 1840, Torcy compte une mairie, une église et 835 habitants, répartis sur deux bourgs, le Grand Torcy vers Glaire et le Petit Torcy vers Wadelincourt. En juillet 1840, le gouvernement d'Adolphe Thiers de la monarchie de juillet reprend l'idée de Louis XIV de réunir Torcy à Sedan pour renforcer la défense de Sedan, en annexant une bonne partie du territoire de la commune par une enceinte. La réunion administrative de Torcy à Sedan est le prolongement logique de cette annexion militaire et est votée le 3 juillet 1846.

## Politique et administration
Torcy compte en son sein deux quartiers prioritaires : Torcy-centre et Torcy-cités, avec respectivement 1 049 et 1 129 avec un taux de pauvreté relativement important.
| Période                                  | Période | Identité | Étiquette | Qualité |
| ---------------------------------------- | ------- | -------- | --------- | ------- |
| Les données manquantes sont à compléter. |         |          |           |         |
|                                          |         |          |           |         |

## Démographie
| 1793 | 1800 | 1806 | 1821 | 1831 | 1836 | 1841 | 1846 |
| ---- | ---- | ---- | ---- | ---- | ---- | ---- | ---- |
| 432  | 412  | 452  | 492  | 591  | -    | -    | -    |

Histogramme

(élaboration graphique par Wikipédia)

## Lieux et monuments
- Église Notre Dame-Saint-Léger néo-gothique, rue Jean-Jaurés.
- Église Saint-Vincent-de-Paul moderne, rue Watteau.
- Chapelle du Collège-Lycée Mabillon, avenue des Martyrs-de-la-Résistance.